# Hôpital Ambroise-Paré
Hôpital Ambroise-Paré je veřejná fakultní nemocnice v Boulogne-Billancourt.
Tato součást Assistance publique – Hôpitaux de Paris a výukové nemocnice Univerzita Versailles Saint Quentin en Yvelines je jednou z největších evropských nemocnic.
Byla založena v roce 1923.